# Bdelyrus howdeni
Bdelyrus howdeni (лат.) — вид пластинчатоусых жуков рода Bdelyrus из подсемейства скарабеины (Scarabaeinae). Неотропика: Колумбия, Перу и Эквадор. Вид назван в честь коллектора типовой серии Henry Howden.

## Описание
Длина тела от 7,55 до 8,47 мм, ширина от 3,98 до 4,56 мм. Анальный стернит с рядом точек по срединной линии у заднего края, межглазничное расстояние равно 5,6 диаметрам глаз; клипеус самок глубоко окаймлённый, а пигидиус пунктированный. Основная окраска тела коричневато-чёрная, блестящая. Навозный жук, населяет низинные и предгорные вечнозелёные тропические леса Амазонии на высотах от 220 до 800 м. Встречается в январе, июне, августе, сентябре и октябре. Усики с 3-члениковой булавой. Задние голени с одной вершинной шпорой. Вид был впервые описан в 1998 году канадским энтомологом Джойсом Куком (Joyce Cook, North Augusta, Онтарио, Канада) по материалам, собранным в Колумбии.